# Wilhelm Löwith
Wilhelm Löwith (21. května 1861, Strážov (Drosau) v Čechách - 26. října 1932, Mnichov) byl rakouský a německý malíř, otec filozofa Karla Löwitha (1897-1973).

## Život a dílo
Wilhelm Löwith pocházel z židovské rodiny, která konvertovala k protestantismu. V letech 1876-1880 studoval malířství na vídeňské Akademii u Christiana Griepenkerla a Augusta Eisenmengera a poté na Akademii v Mnichově u Wilhelma von Lindenschmita mladšího. Roku 1902 ho regent Luitpold Bavorský jmenoval královským profesorem na mnichovské a vídeňské Akademii. Předseda mnichovského uměleckého sdružení Der Bund a Luitpoldgruppe.
Maloval drobné výjevy z třicetileté války, života církevních hodnostářů, měšťanů, učenců i venkovanů. Tento žánr svým klidem a idyličností vyhovoval dobovému vkusu středních vrstev. Díla Wilhelma Löwitha jsou zastoupena ve sbírkách v Amsterdamu, Bautzen, Cincinnati, Frankfurtu, Mnichově, Norimberku i v Praze.

### Známá díla
- Kuřák (Siesta), před r. 1888, Národní galerie v Praze, odkaz Josefa Hlávky

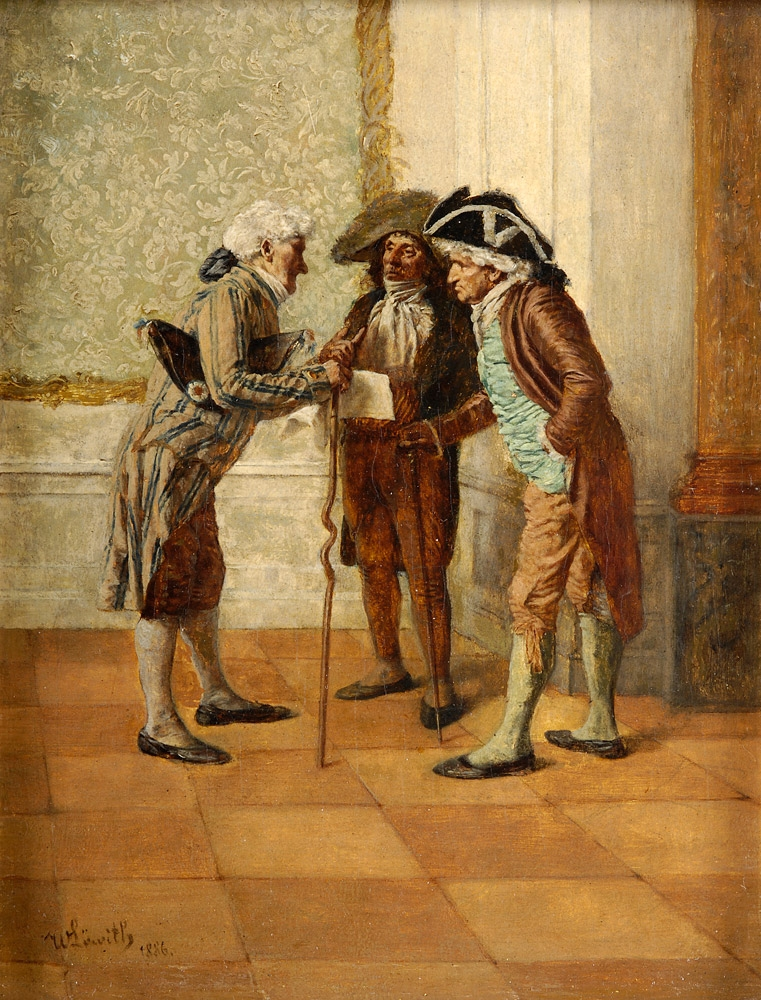
Tři učenci 1886]
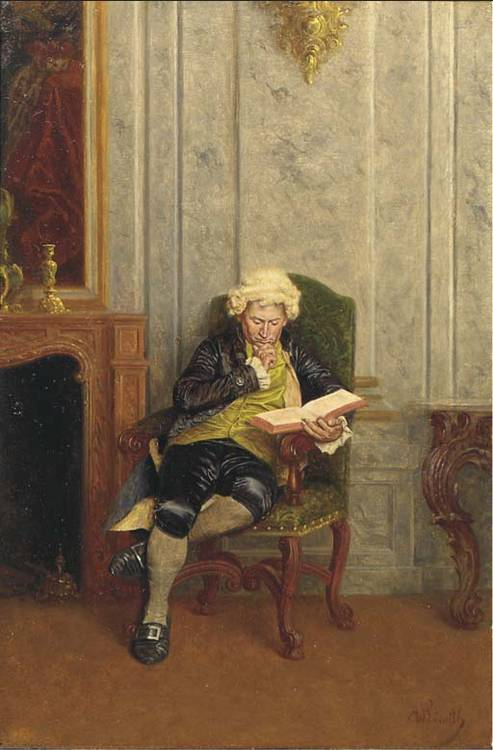
Zabrán do četby 1900
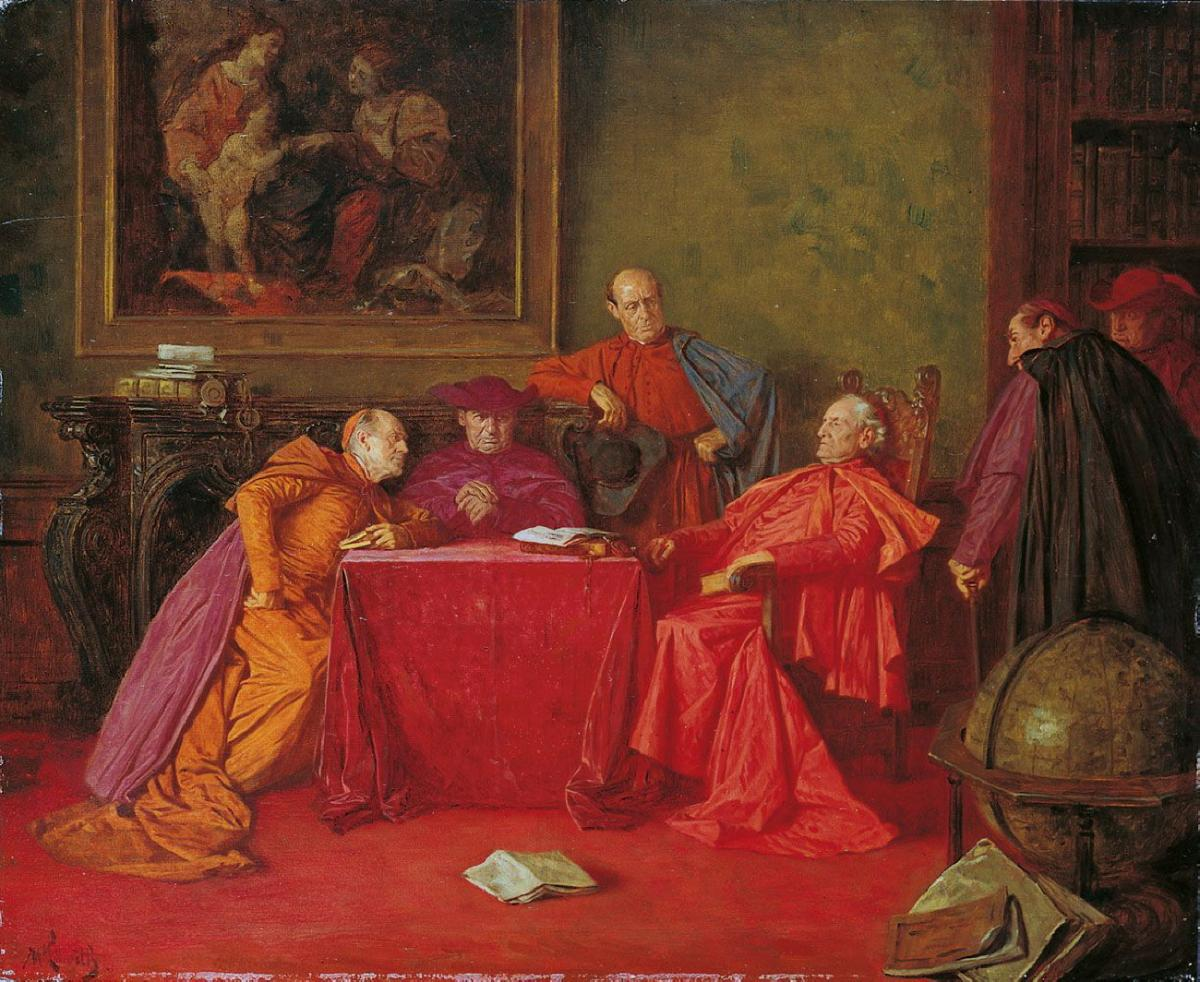
Diskutující církevní hodnostáři 1900
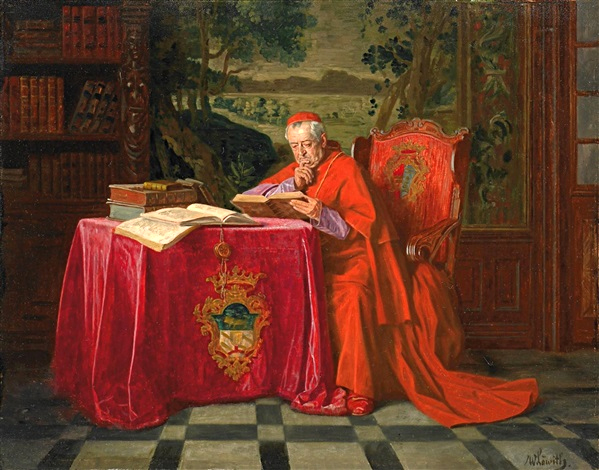
Čtoucí Kardinál 1900
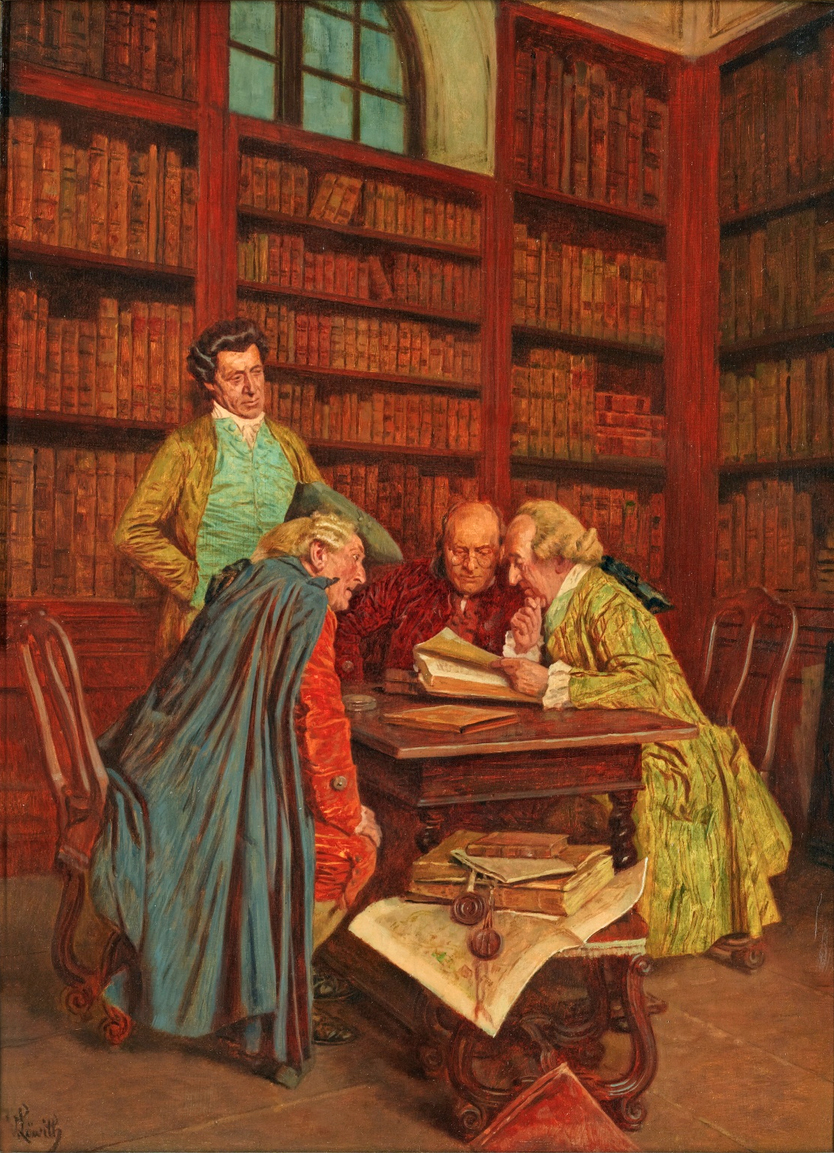
V knihovně 1900